# 옹기장
옹기장은 독과 항아리 등을 만드는 장인이다. 옹기장이 만든 옹기는 한민족이 다함께 애용해 왔으며 앞으로도 애용되어야 할 생활용기로서 오랜 역사와 전통을 갖고 계승되어 왔고, 외래문화에 오염되지 않은 유일한 용기이기도 하다.
옹기는 곡식과 음식물을 담기 위해서 진흙을 반죽해 구워낸 그릇을 말한다. 전통적으로 한국의 그릇문화는 도기(陶器)와 자기(瓷器)를 두 축으로 해서 발전해왔다. 음식을 담는 고급 그릇은 유리질막을 씌운 자기가 사용되었다면, 물기를 머금은 내용물을 보관하거나 음식을 발효시키는데는 필수적으로 쓰였던 질그릇이 바로 옹기이다. 유약을 씌운 그릇이 보기에 아름답고 정치하여 고급 그릇문화를 형성하고 있지만, 음식을 장기간 발효시키는 데는 유리질막으로 인하여 부적합하다. 그러나 옹기는 갈무리 음식이 주종인 한국의 음식문화를 지탱해온 탁월한 생활공예품이라고 할 수 있다.
옹기는 오랜 역사를 통하여 한국의 전통음식문화와 호흡하면서 명맥을 이어왔다. 각 지역마다 고유의 지역적 방식으로 옹기가 생산되고, 19세기 경부터는 천주교에 대한 탄압으로 교인들이 시골로 피신하편서 옹기장이가 되어 천주교의 전교와 깊숙하게 연결되면서 성장하였다.

## 지정 현황

### 서울특별시 무형문화재 제30호
본 문서에는 서울특별시에서 지식공유 프로젝트를 통해 퍼블릭 도메인으로 공개한 저작물을 기초로 작성된 내용이 포함되어 있습니다.
- 지정연월일: 2002.9.25
- 보 유 자: 배요섭
- 전 승 지: 서울특별시

옹기 장인 배요섭의 조부와 부친도 천주교인이었으며, 요섭이라는 그의 이름도 여기에서 유래한다. 이 집안의 공방은 경기도 이천시 백사면 모전리에 있다. 조부인 배경춘(1927년 사망) 때부터 가업으로 이어온 옹기일은 삼대에 걸쳐 자연스럽게 전승되었으며 옹기 이외의 일에는 눈을 돌리지 않고 줄곧 외길을 걸어온 전형적인 대물림 장인이다. 배요섭의 전승계보는 아래와 같다.
배경춘 → 배의석 → 배요섭
옹기장 배요섭은 1955년 서울 중랑구 신내동 피울점으로 공방을 옮겨 부친과 함께 「한미요업」이라는 옹기 전문점을 열고 주로 서울, 경기지역의 독자적인 옹기형식을 유지하면서 제작활동을 전개하였다. 그의 나이 42세가 되던 1968년에 부친이 사망하자 공방을 주도적으로 운영해 나갔으며, 장성한 두 아들(둘째 배연식, 셋째 배춘식)을 입문시켜 가업을 계승토록 하여 오늘에 이르고 있다. 조부와 부친을 통해 가승된 서울 지역의 고유한 옹기양식이 배요섭과 그의 아들을 통하여 원형 그대로 유지되고 있어서 그 정통적 측면이 주목된다.
배요섭은 국내에서 유일하게 푸레옹기를 제작할 수 있는 장인이다. 푸레옹기는 유약을 입히지 않은 질그릇의 일종으로, 근래까지 경기도 북부의 전곡을 중심으로 제작되던 옹기기법이다. 고온의 가마번조에서 생겨난 재를 자연스럽게 녹아 내리게 함으로써 연한 녹색 계열의 재유가 발색된 상태에서(약 1250도), 약간의 천일염을 가마 봉통 안에 뿌려주고, 그 위에 다시 연기를 씌워 검은색을 입히는 방식으로 생산된다. 소금의 나트륨 성분과 나무재가 상호 작용하여 매우 얇은 피막이 형성된 다른 지역에서 찾아볼 수 없는 특이한 옹기이다.
저온에서 연기를 먹이는 기술은 보편화되어 있으나, 고온에서는 연이 쉽게 타버리기 때문에 난이도가 높은 고급 기술로 손꼽히고 있으며, 배요섭이 유일하게 제작할 수 있다. 푸레옹기 기법은 세계적으로도 그 가치가 인정되고 있으며, 수 차례에 걸친 해외 현지 활동을 통해서 이 기법이 널리 소개되어 세계 각국의 많은 작가들이 전수를 희망하고 있다.

### 충청북도 무형문화재 제12호
- 청원군 강외면 봉산리 346

#### 옹기장 기능보유자 박재환의 생애
200여 년 전에 박예진이 봉산리 점촌마을로 들어와 옹기를 굽기 시작한 이래, 6대손 박재환이 두 아들과 함께 지금까지 옹기를 굽고 있다. 멸시와 천대 속에서도 박재환은 어린 나이에 가업을 이었다. 그리고 누구보다 빨리 옹기 제작의 고수가 되었다. 2003년도,마침내 충청북도 무형문화재 제 12호로 옹기장이 되었다.
입문기(~11세)흙백정의 아들로 태어나 흙백정의 길로 들어서다.
박재환은 1932년 6월에 청원군 강내면 봉산리 점촌마을에서 태어났다. 아버지 박원규(1908~1942년)는 옹기를 구웠고, 어머니 최복순(1898~1981년)은 옹기를팔았다. 선대로부터 천주에 의지해 살아왔기에 별 다른 욕심은 없었다. 그러나 넉넉하지 않은 가정형편 탓에 박재환은 봄이면 쑥, 냉이, 씀바귀 등을 캐어 이웃 사람들에게 팔아 살림을 보탰다. 겨울이면 하루 종일 동네 아기를 돌봐주고 그 집에서 밥을 얻어먹었다. 그러다가 1941년에 사단이 났다. 아버지가 일본탄광으로 끌려갔다가 폭약 파편에 뢴쪽 발목이 절단됐다. 고향으로 돌아왔지만 더 이상 물레를 돌릴 수 없었다.옹기를 팔러 다닐 수도 없었다. 가장은 낙담해 이듬해에 스러졌다. 박재환은 아버지가 스러지기 전에 남겼던 말을 기억한다. "이렇게 말씀하셨어요. '때가 되어서 죽는 것이지만,우리는 영원히 없어지지 않는다. 하느님 가족과 함께 살라고 그렇게 만들어 놓으셨다. 먼저 갈테니 하느님 나라로 오거라.' 천주님에 대한 믿음이 강하셨어요." 아버지가 스러지자 면에서 60kg쌀 한 가마니, 광목 한 통을 보상으로 내주었다. 가장 잃은 어머니는 악착같이 도보를 나갔다. 한 달에 열번 꼴로 7~8개늬 물동이, 자백이, 뚝배기 등을 머리에 겹쳐 이고 전동, 강내, 오창, 옥상 등지를 돌았다. "사기 장사는 4배가 남고, 옹기 장사는 5배가 남고, 유기장사는 6배가 남는다."라는 말이 있다고 한다. 하지만 어머니는 하느님께 죄 짓는 일이라며 절대 2배 이상의 값을 받지 않았다. 또 과부가 곳곳을 돌며 장사를 하다보니 가끔 희롱하는 사람들이 있었다. 그럴 때마나 늘 외고 있는 천주가사로 사람들은 훈계했다. 손님들은 입버릇처럼 "뚝배기보다 장맛이다."라고 했다. 박재환도 도보 나가는 어머니를 따랐다. 그리고 틈나는 대로 옥산면 동림산에 올라 나무를 베어 조치원장에 나가 팔았다. 그래도 형편은 나아지지 않았다.겨울철이면 얼음이 배겨 옹기를 구울 수 없었다. 도보도 나갈 수 없었다. 된장, 간장조차 없어 얻어먹는 것이 일이었다. 이에 타개책으로 아버지의 뒤를 따라옹기공장에 취업했다. 이미 그곳에서 허드렛일을 하고 있던 두살 터울의 형과 함께 온갖 잡일을 도맡았다. 그러면 누룽지라도 어쨌든 밥은 굶지 않았다. 한 달여 만에 두말 쌀값의 월급이라는 것을 받았다.옹기 공장에서 처음 받은 그 돈으로 된장, 간장을 샀다. 그 때 나이 11살이었다.
수련기(12세~26세)묵묵한 물레질로 어느덧 똥장군까지 만들어내다.
박재환이 옹기공장에서 일은 한 지 3년 째, 비로소 옹기 뚜껑 만드는 기술을 전수받았다. 하도 신이 나 작업을 마친 후에도 홀로 남아 옹기 뚜껑을 만들곤 했다.본인의 작업기구들이 없어 다른 어른들의 것을 사용해야 했다. 그런 박재환을 '본인 물건을 쓴다.'며 어른들은 탐탁하게 여기지 않았다. 조언도 해주지 않았다. 다만 아버지와 친분이 있던 박노성이 '본인이 실습해서 터득해야 되는 거다.'라고 입버릇처럼 말했다. 박재환은 그 말을 철썩 같이 믿고 수련했다. 옹기 제작하는 기술이 나날이 발전했다. 15살 때, 누구나 쉽지 않게 여기는 똥장군을 번듯하게 만들어 냈다. 똥장군은 읅을 조금씩 쌓어 올려 형태를꾸미고, 또 두드리고, 또 온몸을 비틀어가며 주둥이를 만들어야 하는 등 고도의 기술이 요구되었다. 보통 사람들은 똥장군을 만드는 데 10년이 걸렸지만, 박재환은 4~5년밖에 걸리지 않았다. 게다가 남들보다 손놀림도 빨랐다. 남들이 하루에 서른 개 만들 때, 사십 여 개를 만들었다. 월급은 쌀 두 말에서 두 가마니로 올랐다.
한 번은 '물레를 잘 돌리면 더 많은 옹기를 만들 수 있겠다.'고 생각했다. 그래서 1950년에 정미소 쌀 찧는 기계로부터 발상을 얻어 철공소에서 좀 색다른물레를 손수 제작했다. 그 물레를 사용하니 남들이 하루에 뚝배기 50개 만들 때 70여개를 쉬이 만들수 있었다. 순식간에 "청원에 있는 한 촌놈이 전국에서 뚝배기를제일 잘 만든다."라는 소문이 나돌았다. 여기저기서 그 물레를 보러오는 도공들이 늘어났다. 그럴 때마다 물레만드는 방법을 자세히 일러주었다. 또 20대 중반에 있었던 일로, 당시에는 '양조장 막걸리 400ml를 담는 옹기단지를 누가 더 많이, 누가 더 잘 만드느냐?'가 일류도공인지 아닌지를 판가름하는 기준이었다. 박재환은 본인의 제작 정도를 시험하고 싶었다. 일류라고 알려진 옹기장을 찾아가 시함을 청했다. 일류 옹기장은 박재환의 청에 어이가 없었지만 선뜻 응했다. 그러나 일류 옹기장이 옹기단지를 일곱개를 만든 반면, 막재환은 열개를 만들었다. 그때부터 '일류 옹기장'이라는 별칭이 박재환을 가리키기 시작했다.
숙련기(27세~38세)전국의 옹기 고수들로부터 제작 비법을 전수받다.
박재환은 1956년에 고 김정순(1933~2008)과 결혼했다. 혼담이 오갈 때, 한 동네에서 허물없이 자란 사이이기도 했지만, 군 하사관으로 근무하는 그녀의 어엿함을 알았기에 기꺼이 좋았다. 그러나 그녀 집안에서는 '흙백정한테 딸내미를 내어준다.'느니, '쌀사람한테 왜 시집을 보내려하냐.'느니 하며 탐탁지 않게 여겼다. 우여곡절 끝에 결혼하는 날, 박재환은 '아내에게 옹기를 만지게 하지 않겠다.'고 다짐했다. 전국 최고의 옹기장이 될 수밖에 없었다. 결혼한 지 2년 후 새살림이 안정되자 전국 각지로 옹기 고수들을 찾아나섰다. 1958년에 보은 송평리 옹기공장에서 가마 온도를 조절하는 기술을 전수받았다. 그곳에는 권기하 등 지역에서 내로라하는 기술자들이 있었다. 가마 온도를 어떻게조절하는지 그들은옹기를 절대 깨뜨리지 않고 구워냈다. 한 번 구우면 열 차 분량의 옹기를 구워내곤 했다. 신비에 가까운 비법이었다. 박재환은 그 비법을 전수받고 싶었다. 성심껏 그들을 도왔다. 그런 박재환을 권기하가 인정했다. 1년이 조금 지나, 권기하는 도공들 사이에서 1급비밀이었던 가마 온도를 알려주었다. 즉 '600~700도 사이에서 오래도록 불을 때면 옹기가 절대 깨지지 않는다.'는 것이었다. 비법대로 옹기를 조절했다.역시 옹기가 깨지지 않았다. 1959년부터 3년간 용인 삼계리 옹기공장에서 흙 다루는 기술을 전수받았다. 그곳에는 흙 다루는 데는 일품이라고 소문 난 김갑순, 김덕순 형제가 있었다. 박재환은 무작정 그들을 찾아가 기술 전수를 부탁했다. 그들은 '우리에게 배울 것이 무엇이냐.'며 거절했다. 박재환은 말 그대로 삼초고려를 했다. 김갑순,김덕순 형제는 박재환의 정성에 마음을 움직였다. 이에 좋은 점토를 고르고, 풀어 거르고, 건조시켜 불순물을 빼는 등 흙과 관련한 일체의 기술을 전수받을 수 있었다. 꼬박 3년이란 세월이 걸렸다. 그들로부터 배워 정제한 흙으로 항아리를 만드니 세지도 않고 품지도 않았다. 1961년부터 5년간 안성 양협리 옹기공장에서 큰 단지 만드는 기술을 전수받았다. 양협리 옹기공장은 1960~1970년대까지 전국에서 가장 큰 규모였다. 인근 100세대를 중심으로 전국 각지에서 50여 명의 일류 도공들이 이주, 정착해 옹기를 제작했다. 전국에서 팔리는 대부분의 옹기들이 이곳에서 제작되었다.그런데 양협리 옹기 공장에 입문하기 위해서는 일종의 관문을 통과해야 했다. 1차로 물동이를 만들어보여야 했다. 박재환은 남들보다 빨리, 또 곱게 물동이를 만들어 냈다. 일류 도공들은 2차, 3차는 볼 것도 없다며 박재환을 받아들였다. 박재환은 주로 큰 단지를 만들었다. 얼마간 기술이 익자 단지에 붕어 서너마리를 그려넣었다. 붕어 그려진 큰 단지는 파격이었다. 큰 인기에 수량을 충당하지 못했다. 그때부터 붕어그려진 큰 단지가 봇물처럼 퍼져나갔다. 1967년부터 2년간 연기 용담리 옹기 공장에서 기름으로 불 때는 기술을 전수받았다. 지금은 재래식 가마를 찾아볼 수 없지만, 그때는 기름으로 불 때는 가마가 흔치 않았다. 박재환은 시대의 변화를 읽었다. 분명 재래식 가마가 사라질 것이 뻔했다. 신식 가마 다루는 법을 전수받아야 했다. 신식 가마는 재래식 가마에 비해 무척 쉽게 옹기를 구울 수 있었다. 그런데 어쩐지 옹기가 제대로 숨을 쉬는 것 같지 않았다. 이대로 가다가는 옹기의 생명을 간과할 수 있을 것 같았다. 그래서 신식가마에서도 옹기가 제대로 숨쉴 수 있도록 고민하기 시작했다. 그러나 끝내 답을 얻지 못했다. 결국 재래식 가마를 다시 찾아나섰다. 1969년부터 2년간 인천 경서동 옹기공장에서 큰 가마 다루는 기술을 전수받는 동시에 후배 도공들을 지도했다. 당시 경서동 옹기공장에는 전국에서 제일 큰 가마가 있었다. 한 번 불을 때면 6톤 트럭 20대 분량의 옹기가 쏟아져 나왔다. 박재환은 기가 질렸다. 큰 가마를 다룰 자신이 없었다. 최기영 사장은 같은 천주교 "신자로서 신뢰를 바탕으로, 당신이 체격은 적지만 대한민국에서 옹기 굽는 일인자이니, 여기서도 잘 할 수 있을 것이다."라고 다독였다. 이에 힘입어 가마에 옹기를쌓고 온도를 조절하는 등 큰 가마를 다스렸다. 그런 모습을 지켜보던 다른 도공들도 은근히 박재환을 추어주었다.이렇게 10여 년 동안 전국의 고수들에게 옹기 제작 기술을 전수받고, 1971년도에 고향으로 돌아왔다.
완숙기(39세~)한국의 전통 옹기를 세상에 널리 알리다.
박재환은 고향으로 돌아와 쌀 50가마니 값으로 선대들이 일해왔던 옹기공장을 인수했다. 전국 각지에서 고수들로부터 전수받은 기술을 바탕으로 칸칸마다 불이 잘 돌도록 옛 가마를 수선했다. 10여명의 인부들도 고용했다. 한동안 모든 것이 순탄했다. 그러나 플라스틱, 텅스텐, 양은 등이 퍼지면서 옹기가 뒷전으로 밀리기 시작했다. 대부분의 도공들이 생활고에 시달려 옹기 제작을 포기하고 농사를 짓거나 공장에 취직했다. 박재환의 사정도 다르지 않았다. 그러나 '옹기가 없으면 고추장, 된장, 김치 등을 어디에 담을 것인가?'하는 생각에 미쳤다. 조금만 더 버텨보자, 마음먹었다. 그런데 엎친데 덮친 격으로, 박재환이 '국민 보건을 해치는 사람'으로 전락해버렸다. 즉 옹기 겉에 '광명단'이라는 유약을 바르는에 1979년에 광명단의 납 허용치를 0.1ppm으로 규정했다. 흙이 원래 갖고있는 납 0.4ppm을 무시한 규정이었다. 박재환이 제작한 옹기에서도 법이 정한 허용치를 초과한 납 성분이 검출되었다. 처벌을 받는 동시에 '앞으로는 유약을 사용하는 옹기업을 하지 않겠다.'라는 각서까지 써야했다. 오명이었다. 그것을 벗어야 떳떳이 살아갈 수 있었다. 결국 인천 경서동 옹기공장의 최기영 사장과 함께변호사들의 도움을 받아 1982년에 납 허용치를 1ppm으로 올릴 수 있었다. 옹기가 인체에 무해하다는 것을 입증하기까지 많은 것을 잃었다. 특히 아들들이 '흙 냄새가 싫다.'며 제 갈길을 가겠다고 했다. 막을 수 없었다. 그러나 본인은, 선대로부터 이어받은 도공의 업을 끊을 수 없었다. 돌이켜보니 도공으로 나처럼 성장한 사람도 없는듯 했다. 언젠가는 '나를 알아줄 날이 올 것이다' 며 마음을 다잡았다. 그렇게 세월을 보내다보니, 충청북도 무형문화재 제12호 옹기장으로 지정이 되는가 하면, 우리나라 전통옹기를 세상에 알리는 홍보대사로 지정이 되기도 했다. 예컨대 2010년 울산 세계옹기문화엑스포 광고 모델로 활약했다. 점촌마을 옹기가마에서 불을 지펴 엑스포 성화불로 옮기는 모습이 전 세계에 방영되었다.
또 2009년 캐나다네서 열린 세계 무형문화재 작품전에 똥장군을 출품해 우리나라 옹기기술의 진수를 선보이기도 했다. 근래까지 문의문화단지 내 옹기전수관에 상주하면서 여러 형태의 옹기를 전시하는 한편, 옹기 제작 시연과 함께 관람객들이 직접 옹기를 빚을 수 있도록 전시와 체험의 장을 제공했다.
봉산리 점촌마을 옹기공장에는 박재환이 돌리던 낡은 물레가 있다. 노년이 체력이라 예전만큰 물레를 돌릴 수 없지만, 박재환은 '병들어 쓰러질 때까지 물레를 돌리고 싶다.'고 말한다.
무형문화재 지정과 가계 전수
2000년도 초반에 한국교원대학교 모 교수가 현지조사차 박재환을 찾아 옹기제작에 대해 이것저것 물었다. 박재환은 아는대로 설명했다. 모 교수는 "내가 전국 60여 군데를 돌며여러 장인들을 만나 현지조사를 했는데, 그 중에서 가장 신빙성있는 말씀을 들었다."라며 신뢰했다. 이 만남을 계기로, 박재환이 세상에 알려지기 시작했다. 무형문화재 심사를 받던 날, 박재환은 여러 심사위원들 앞에서 두 시간여 만에 큰 단지를 만들어 보였다. 심사위원들은 박재환이 옹기 제작하는 재간을 높이 평가했다. 마침내 2003년에 충청북도 무형문화제 제 12호 옹기장이 되었다. 한때 '막내아들이 대학 졸업하는 날, 내 상에 마지막으로 가마에 불을 때겠다.'고 생각한 적도 있었다. 하지만 선대들로부터 이어받은 옹기제작 전수가 아들들에게로 이어지기를 바랐다. 흙 냄새기 싫다며 제 갈 길 갔던 두 아들도 그 아버지의 바람에 전수자가 되었다. 특히 셋째 아들 박성일(1963년 출생)이 박재환의 옹기 제작비법을 전수받았다. 20년간 몸담았던 제약회사를 버리고 옹기를 굽는 길을 택하기까지 말 못한 고민도 많았다. "대학 졸업 후 근 20년간 제약회사를 다녔어요. 꽤 인정도 받았습니다. 그러나 자식된 도리로 아버님의 소원을 저버릴 수 없었습니다. 어쩌면 하늘이 정한 나의 길이라고도 생각하고 있습니다. 아버님의 뒤를 따라 세계에 우리나라 옹기를 알릴 수 있도록 최선을 다 할 것입니다." 박성일의 각오가 남다르다. 게다가 8대째 가업을 잇겠다고하는 손자도 있다. 박재환은 아들들이자 손자들이자 전수자에게 특히 우리나라 전통옹기의 색과 빛을 강조한다. 요컨대 "옹기 색은 검다고 하지만 다 검은 것은 아니다. 그 색은 뽕나무 열매나 산벚나무 열매처럼 진하면서도 빛이 나야 한다. 그 색에 그 빛이 감돌게 하기 위해서는 점토, 유약, 열 등이 서로 어우러져야하며, 재도 반드시 솔잎이나 뽕나무 또는 참나무로부터 얻어야 한다. 비록 재래식 가마에서 불을 때지는 못해도 우리나라 전통옹기의 색과 빛을 내기 위해서는 옛 방식을 그대로 따라야 한다."라는 것들이다. 박재환의 옹기는, '우리가 사용하는 옹기그릇 하나에도 좁게는 한 개인의 인생에서 넓게는 한 민족의 역사와 문화가 고스란히 간직되어 있다.'는 것을 웅변하고 있다. 천주를 신봉하면서 생활을 일구는 한 방편이었던 옹기가 오늘날에 이르러 우리 문화의 여로와 미를 간직하고 나아가 정체성을 발하는 엣 빛이 그 빛을 더욱 발하기 위해서는 우리 생활 곳곳에서 조촐하고 친숙한 그것으로 되살아나야 할 것이다.

### 충청남도 무형문화재 제38-1호
- 홍성군